# Frank C. Osmers

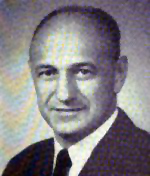
Frank C. Osmers

Frank Charles Osmers Jr. (* 30. Dezember 1907 in Leonia, New Jersey; † 21. Mai 1977 in Tenafly, New Jersey) war ein US-amerikanischer Politiker. Zwischen 1939 und 1943 sowie nochmals von 1951 und 1965 vertrat er den Bundesstaat New Jersey im US-Repräsentantenhaus.

## Werdegang
Frank Osmers besuchte die öffentlichen Schulen seiner Heimat und danach das Williams College in Williamstown (Massachusetts). Danach arbeitete er als Juwelier. Gleichzeitig begann er als Mitglied der Republikanischen Partei eine politische Laufbahn. Zwischen 1930 und 1934 gehörte Osmers dem Gemeinderat von Haworth an; von 1935 bis 1936 war er Bürgermeister dieses Ortes. Danach saß er in den Jahren 1935 bis 1936 als Abgeordneter in der New Jersey General Assembly.
Bei den Kongresswahlen des Jahres 1938 wurde Osmers im neunten Wahlbezirk von New Jersey in das US-Repräsentantenhaus in Washington, D.C. gewählt, wo er am 3. Januar 1939 die Nachfolge des zwischenzeitlich verstorbenen Edward Aloysius Kenney antrat. Nach einer Wiederwahl konnte er bis zum 3. Januar 1943 zunächst zwei Legislaturperioden im Kongress absolvieren. Bis 1941 wurden dort weitere New-Deal-Gesetze der Bundesregierung unter Präsident Franklin D. Roosevelt verabschiedet. Seit 1941 war auch die Arbeit des Kongresses von den Ereignissen des Zweiten Weltkrieges geprägt. Noch während seiner Zeit als Kongressabgeordneter meldete sich Osmers freiwillig zu den Streitkräften. Er absolvierte eine Infanterieschule und wurde dort Leutnant der United States Army. Solange er aber Kongressabgeordneter war, wurde er entsprechend einer Anordnung des Präsidenten nicht im Militärdienst eingesetzt. 1942 verzichtete Osmers auf eine weitere Kongresskandidatur.
Nach dem Ende seiner Zeit im US-Repräsentantenhaus nahm er zwischen 1943 und 1946 als Offizier der Infanterie am Zweiten Weltkrieg teil. Dabei war er im pazifischen Raum eingesetzt. Danach blieb er als Major Mitglied der militärischen Reserve. Nach dem Krieg setzte Osmers seine früheren geschäftlichen Tätigkeiten fort. Außerdem stieg er in die Versicherungsbranche und das Verlegergeschäft ein. Nach dem Rücktritt des Abgeordneten Harry Lancaster Towe, der 1943 sein Nachfolger geworden war, wurde Osmers als dessen Nachfolger erneut in das US-Repräsentantenhaus in Washington gewählt, wo er am 6. November 1951 sein neues Mandat antrat. Nach sechs Wiederwahlen konnte er bis zum 3. Januar 1965 im Kongress verbleiben. In diese Zeit fielen der Kalte Krieg, der Koreakrieg und innenpolitisch die Bürgerrechtsbewegung. Außerdem begann damals der Vietnamkrieg. Es wurden auch der 23. und der 24. Verfassungszusatz ratifiziert.
In den Jahren 1964 und 1966 bewarb sich Osmers erfolglos um seinen Verbleib im bzw. seine Rückkehr in den Kongress. Von 1968 bis 1970 war er Landrat (Executive Administrator) im Bergen County. Danach arbeitete er in Englewood in der Immobilienbranche. Er starb am 21. Mai 1977 in Tenafly und wurde in Englewood beigesetzt.